# Самородний вольфрам
Вольфрам самородний - рідкісний мінерал класу самородних елементів.

## Характеристики
Самородний вольфрам був схвалений як дійсний мінеральний вид Міжнародною мінералогічною асоціацією лише в 2011 році. Кристалізується в ізометричній системі. Він є ізоструктурним із залізом.
За класифікацією Нікеля-Штрунца вольфрам належить до групи «01.AE: Метали та металеві сплави, залізо-хромове сімейство" разом із такими мінералами: ванадій, молібден, хром, залізо, камасит, теніт, тетратеніт, антитеніт, хромферид, ферохром, уайрауїт, аваруїт, джедвабіт і манган.

## Утворення і родовища
Самородний вольфрам вперше виявлений в річці Велика Полья, в субарктичній зоні Уралу. Його також знайшли в інших місцях РФ, Китаю, Австралії та на Місяці.

## Зовнішні посилання
- SEM-зображення зерна самородного вольфраму